# Кенжин, Тулеш Аукебаевич
Тулеш Аукебаевич Кенжин (каз. Төлеш Кенжин; род. 23 июля 1946, Караганда) — секретарь ЦК Коммунистической народной партии Казахстана, депутат Мажилиса парламента Республики Казахстан V созыва.

## Биография
Происходит из подрода тока рода куандык племени аргын.
С 1961 г. работал лаборантом КНИУИ. В 1965—1968 гг. служил в Советской Армии. С 1968 г. работал на шахте «Северная»: хронометражистом, подземным бригадиром электрослесарей, подземным электрослесарем. С 1968 г. — член КПСС. В 1969 г. окончил Горный техникум по специальности «технология комплексной механизации».
С 1973 г. — на руководящей и партийной работе: помощник директора, секретарь парткома шахты, начальник смены, мастер технического комплекса шахты «Шахтинская». В 1975 г. окончил Алма-Атинский институт народного хозяйства.
В 1977—1979 гг. — слесарь Карагандинского ПМК «Целиноградэлеватормельстрой», с 1979 г. — заместитель директора шахты «Саранская», с 1981 г. — экспедитор готовой продукции ликёроводочного завода.
В 1989—1993 гг. работал в коммерческих структурах.
В середине 1990-х возглавлял коммунистическую партию в Карагандинской области. В 2004 г. участвовал в создании Коммунистической Народной партии Казахстана, с этого же года является секретарём центрального комитета Коммунистической народной партии Казахстана по организационным вопросам.
В 2004 г. баллотировался в депутаты Республики Казахстан по одномандатному округу № 38 (проиграл М. Б. Тиникееву). С 2006 г. — член Государственной комиссии по разработке и конкретизации программы демократических реформ от Коммунистической Народной партии Казахстана. С 18 января 2012 г. — депутат Мажилиса Парламента Республики Казахстан V созыва, член Комитета по экономической реформе и региональному развитию Мажилиса Парламента Республики Казахстан.

### Семья
Отец — Аукебай Кельмагамбетович Кенжин (1902—1982), первый секретарь Карагандинского обкома КПСС.
Женат, воспитал троих детей.